# Крвавац
Крвавац је насељено место у саставу општине Кула Норинска, Дубровачко-неретванска жупанија, Република Хрватска.

## Историја
До територијалне реорганизације у Хрватској налазио се у саставу старе општине Метковић.

## Становништво
На попису становништва 2011. године, Крвавац је имао 577 становника.
| Број становника по пописима | Број становника по пописима | Број становника по пописима | Број становника по пописима | Број становника по пописима | Број становника по пописима | Број становника по пописима | Број становника по пописима | Број становника по пописима | Број становника по пописима | Број становника по пописима | Број становника по пописима | Број становника по пописима | Број становника по пописима | Број становника по пописима | Број становника по пописима |
| --------------------------- | --------------------------- | --------------------------- | --------------------------- | --------------------------- | --------------------------- | --------------------------- | --------------------------- | --------------------------- | --------------------------- | --------------------------- | --------------------------- | --------------------------- | --------------------------- | --------------------------- | --------------------------- |
| 1857                        | 1869                        | 1880                        | 1890                        | 1900                        | 1910                        | 1921                        | 1931                        | 1948                        | 1953                        | 1961                        | 1971                        | 1981                        | 1991                        | 2001                        | 2011                        |
| 0                           | 0                           | 473                         | 537                         | 636                         | 442                         | 795                         | 916                         | 744                         | 743                         | 739                         | 700                         | 589                         | 508                         | 613                         | 577                         |

Напомена: У 1981. повећано припајањем насеља Багаловићи и Врх Десне (која су престала да постоје), а истовремено смањено издвајањем дела насеља у самостално насеље Крвавац II. У 1857. и 1869. подаци су садржани у насељу Десне, као и део података у 1921. и 1931. За бивше насеље Багаловићи садржи податке од 1880. до 1971, а за бивше насеље Врх Десне од 1880. до 1910. и од 1948. до 1971.

### Попис1991.
На попису становништва 1991. године, насељено место Крвавац је имало 508 становника, следећег националног састава:
| Попис 1991.‍  | Попис 1991.‍  | Попис 1991.‍ | Попис 1991.‍ | Попис 1991.‍ |
| ------------ | ------------ | ----------- | ----------- | ----------- |
|              |              |             |             |             |
| Хрвати       | Хрвати       |             | 497         | 97,83%      |
| Немци        | Немци        |             | 3           | 0,59%       |
| неопредељени | неопредељени |             | 1           | 0,19%       |
| непознато    | непознато    |             | 7           | 1,37%       |
| укупно: 508  |              |             |             |             |